# Esquerra Verda-Iniciativa pel País Valencià
Esquerra Verda-Iniciativa pel País Valencià («Izquierda Verde-Iniciativa por el País Valenciano» en castellano) fue un partido político español de carácter ecologista cuyo ámbito de actuación fue la Comunidad Valenciana. 
Fue fundado por militantes de Nova Esquerra que no aceptaron la integración del Partido Democrático de la Nueva Izquierda (PDNI) en el PSOE. Su líder, Joan Francesc Peris, que provenía de Esquerra Unida del País Valencià, había sido elegido diputado en las Cortes Valencianas en las listas de PSOE-Progresistas en las elecciones de 1999 en representación de Nova Esquerra. Permaneció en las Cortes hasta el final de la legislatura 1999-2003 y fundó el partido tras la integración del PDNI en el PSOE, en 2001, aunque la constitución de Esquerra Verda no se oficializó hasta febrero de 2004.
En mayo de 2000, y junto a la Confederación de los Verdes, Iniciativa per Catalunya Verds, Los Verdes-Izquierda de Madrid, Izquierda Democrática Cántabra, Esquerda Galega y la Chunta Aragonesista, participaron en la creación de un proceso de convergencia entre partidos verdes y de izquierda llamado Los Verdes-Izquierda Verde. Los discretos resultados electorales hicieron que sus miembros abandonaran el proyecto a los pocos años.
En las elecciones autonómicas de 2003 concurrió junto al Bloc Nacionalista Valencià en una coalición denominada Bloc Nacionalista Valencià - Esquerra Verda. La coalición obtuvo 114.122 votos (4,77 %) y se situó como cuarta fuerza política valenciana por delante de UV, pero no obtuvo representación. Revalidaron la coalición con el Bloc en las legislativas del año siguiente, obteniendo unos resultados discretos (40.759 votos, 1,53% en toda la Comunidad Valenciana).
En noviembre de 2004, Esquerra Verda - Iniciativa pel País Valencià participó, junto a otros partidos ecologistas, en la fundación del nuevo partido Els Verds del País Valencià.